# Diplotaxis virgata
Diplotaxis virgata es una especie de planta fanerógama de la familia Brassicaceae. Fue descrita en 1821 por Antonio José de Cavanilles.

## Descripción
Es una planta erecta de entre 10 y 100 cm de altura. Pesenta hojas alternas, ligeramente pinnatipartidas, con segmentos desiguales. Los capítulos de flores están  dispuestos en corimbos. Tiene flores amarillas, con cuatro pétalos dispuestos en forma de cruz. Fruto en silicua, seco y dehiscente. Presenta pelos a lo largo del tallo.
Es una planta anual o terófita.